# NGC 2461
NGC 2461 je zvijezda u zviježđu Risu. 

## Vanjske poveznice
- SEDS: NGC 2461